# Kołowo
Kołowo (do 1945 r. niem. Kolow) – wieś w Polsce położona w województwie zachodniopomorskim, w powiecie gryfińskim, w gminie Stare Czarnowo w obrębie Polany Kołowskiej w centralnej części Puszczy Bukowej. 

## Położenie
Kołowo jest najwyżej zlokalizowaną wsią Pobrzeża Szczecińskiego (wys. 130–135 m n.p.m.), charakteryzuje się mikroklimatem, który cechują silne wiatry, krótszy o dwa tygodnie niż na obrzeżach Puszczy Bukowej okres wegetacji roślin, oraz najdłuższe utrzymywanie się pokrywy śnieżnej.
W latach 1975–1998 miejscowość administracyjnie należała do województwa szczecińskiego.

## Zabudowa i zabytki
We wsi kościół filialny pw. Najświętszego Serca Pana Jezusa z końca XIX w. zbudowany na fundamentach wcześniejszych świątyń. Wieża w przyziemiu kamienna, wyżej ceglana, czworoboczna, zwieńczona wysokim 6-bocznym hełmem ceramicznym i czterema wieżyczkami narożnymi. Wewnątrz na styku nawy i prezbiterium wmurowane w posadzkę trzy płyty nagrobne, z których szczególnie cenna jest płyta opata kołbackiego Jana Jordani, zm. w 1395 r., z wapienia, o wymiarach 169 x 100 cm. Rysunek (ryt w kamieniu zatarty w części środkowej) przedstawia postać zmarłego w cysterskim habicie, z laską opacką przytrzymywaną lewą ręką i z grubą księgą w prawej dłoni. Uderza wyrazista charakterystyka głowy z kosmykami włosów nad odstającymi uszami i mocnej w wyrazie twarzy. Rysunek obiega bordiura z napisem w łacińskiej minuskule: „anno. dni. mcccxcv. ipo. die. s. marie. magdalene. obiit. duus. johannes. jordani. abbas. xxii. hs. loci. q. eudem. locu. valde. laudabiliter. rexit. per. xix. anos. orate. deu. p. eo” (co znaczy: Roku Pańskiego 1395 właśnie w dniu św. Marii Magdaleny (tj. 22.VII) zmarł pan Jan Jordani opat w tym miejscu, który tu bardzo chwalebnie rządził 19 lat. Módlcie się do Boga za niego). Jest to jedna z niewielu zachowanych płyt (obrazująca zachodniopomorską plastykę nagrobną w okresie od 1 poł. XIV do pocz. XVI w. Dwie pozostałe płyty to płyta koniuszego książęcego, zm. w 1615 i płyta łowczego, zm. w 1775).
Na cmentarzu przykościelnym pozostałości grobów sprzed 1945 r. oraz kilkadziesiąt drzew ok. 50–100-letnich.
Pozostałość dworu zniszczonego w 1945 r. Pozostały ruiny tarasu i fundamenty budynku, w pobliżu piwnica – lodownia z kopulastym sklepieniem. Park dworski o pow. ok. 0,3 ha z pojedynczymi okazami starodrzewu. 

## Maszty RTV

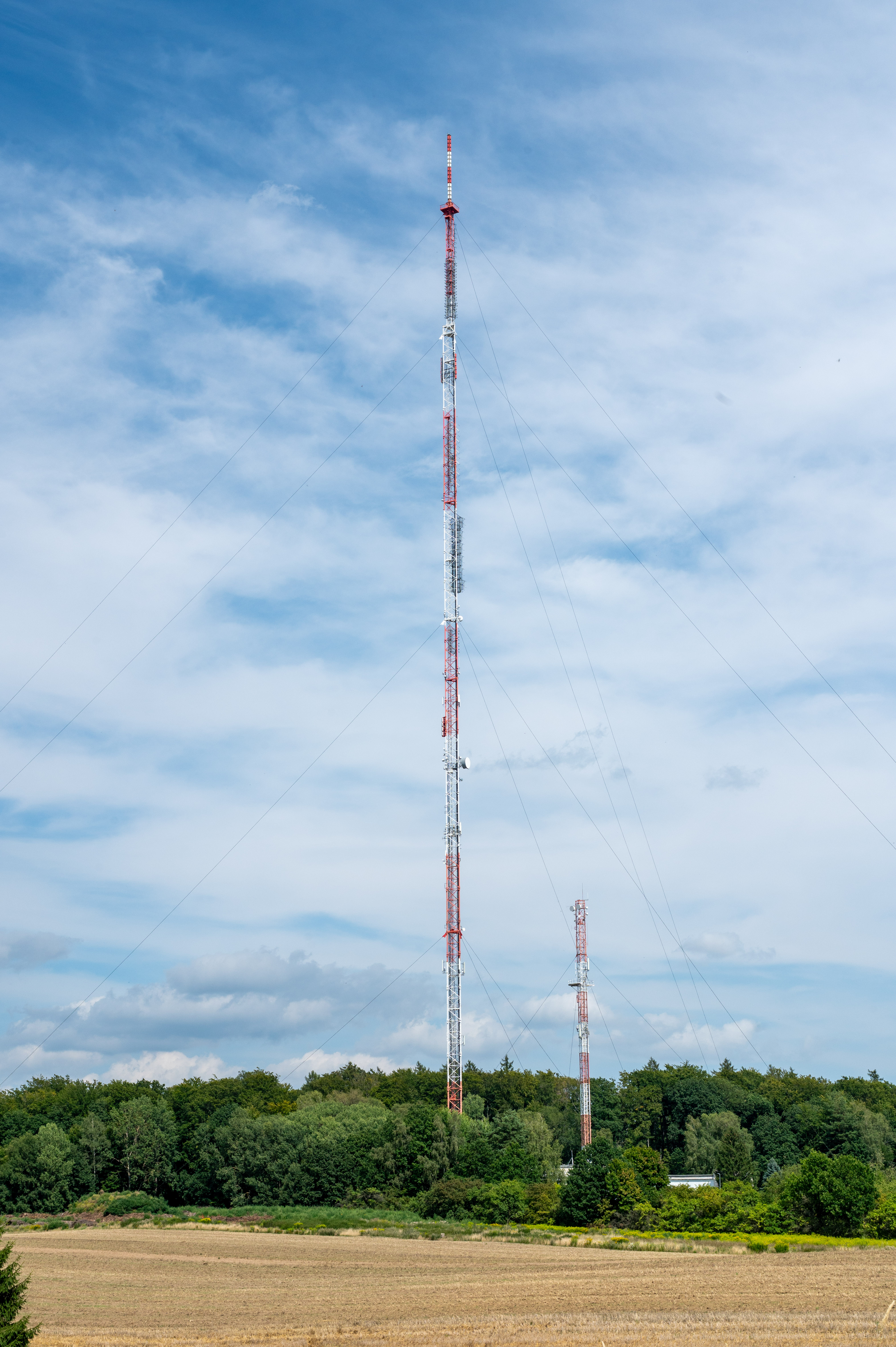
Maszty Radiowo-Telewizyjnego Centrum Nadawczego w Kołowie

Na wzgórzu Lisica znajdują się maszty ośrodka radiowo-telewizyjnego. W latach 20. XX wieku wybudowano tam wieżę spadochronową. Po 1930 roku została ona przebudowana na cele widokowe, miała wysokości 36 m. W 1968 roku w jej miejscu stanęła 228-metrowa iglica stalowa z antenami RTV. W późniejszych latach dobudowano jeszcze antenę paraboliczną, a maszt podwyższono o kolejne 25 m. W roku 1985 wzniesiono nowy maszt o wysokości 267 m. W 1989 roku stary maszt skrócono do wysokości 61 m. Oba maszty stanowią dominantę całego mezoregionu Wzgórz Bukowych; są doskonale widoczne ze wszystkich stron w promieniu kilkunastu kilometrów.

## Turystyka
We wsi znajduje się węzeł szlaków turystycznych: 
 Szlak im. Stanisława Grońskiego
 Szlak im. Bolesława Czwójdzińskiego